# Kembahang Baru
Kembahang Baru is een bestuurslaag in het regentschap Empat Lawang van de provincie Zuid-Sumatra, Indonesië. Kembahang Baru telt 702 inwoners (volkstelling 2010).